# Creidlitz
Creidlitz is een plaats in de Duitse gemeente Coburg, deelstaat Beieren, en telt 1732 inwoners.

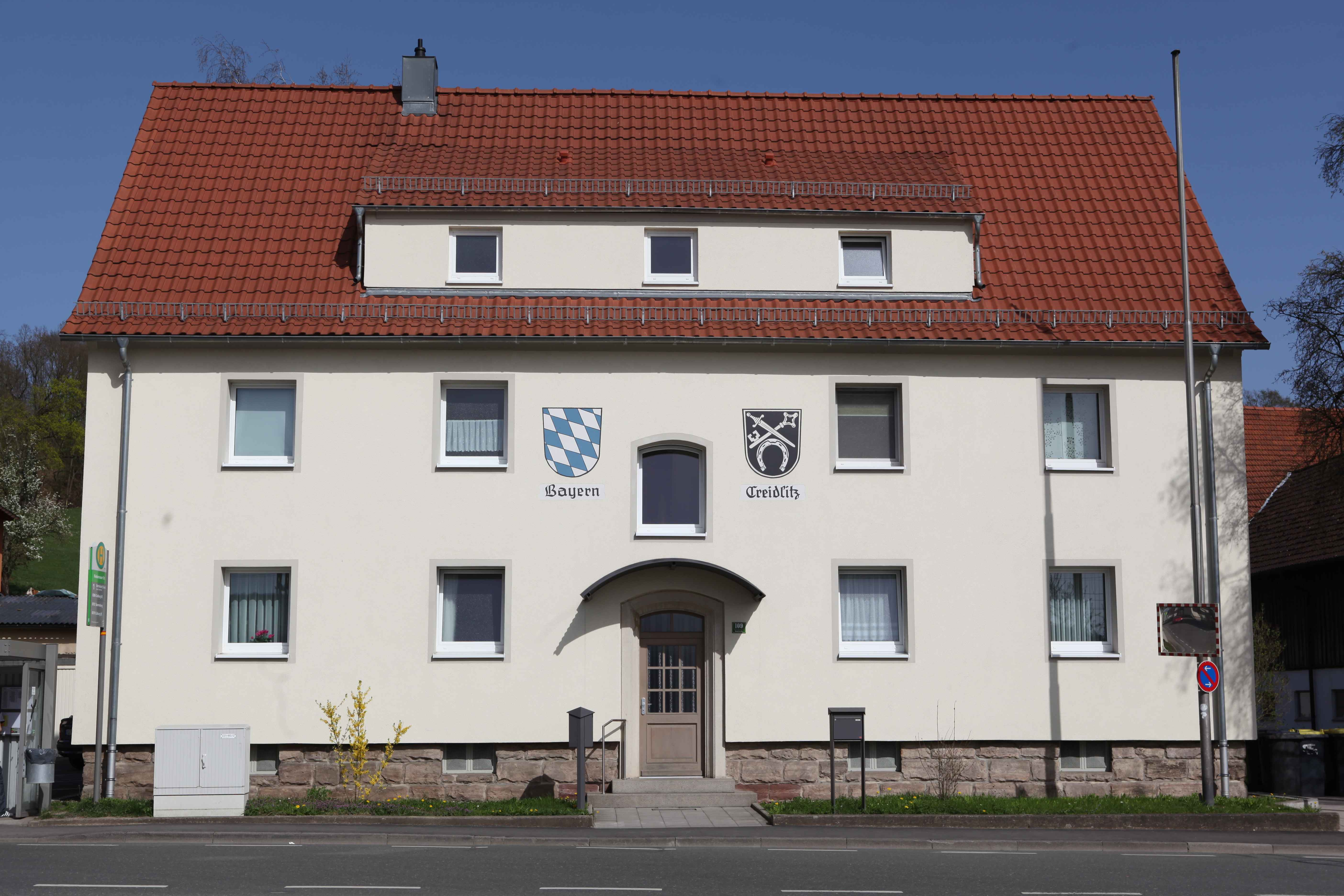
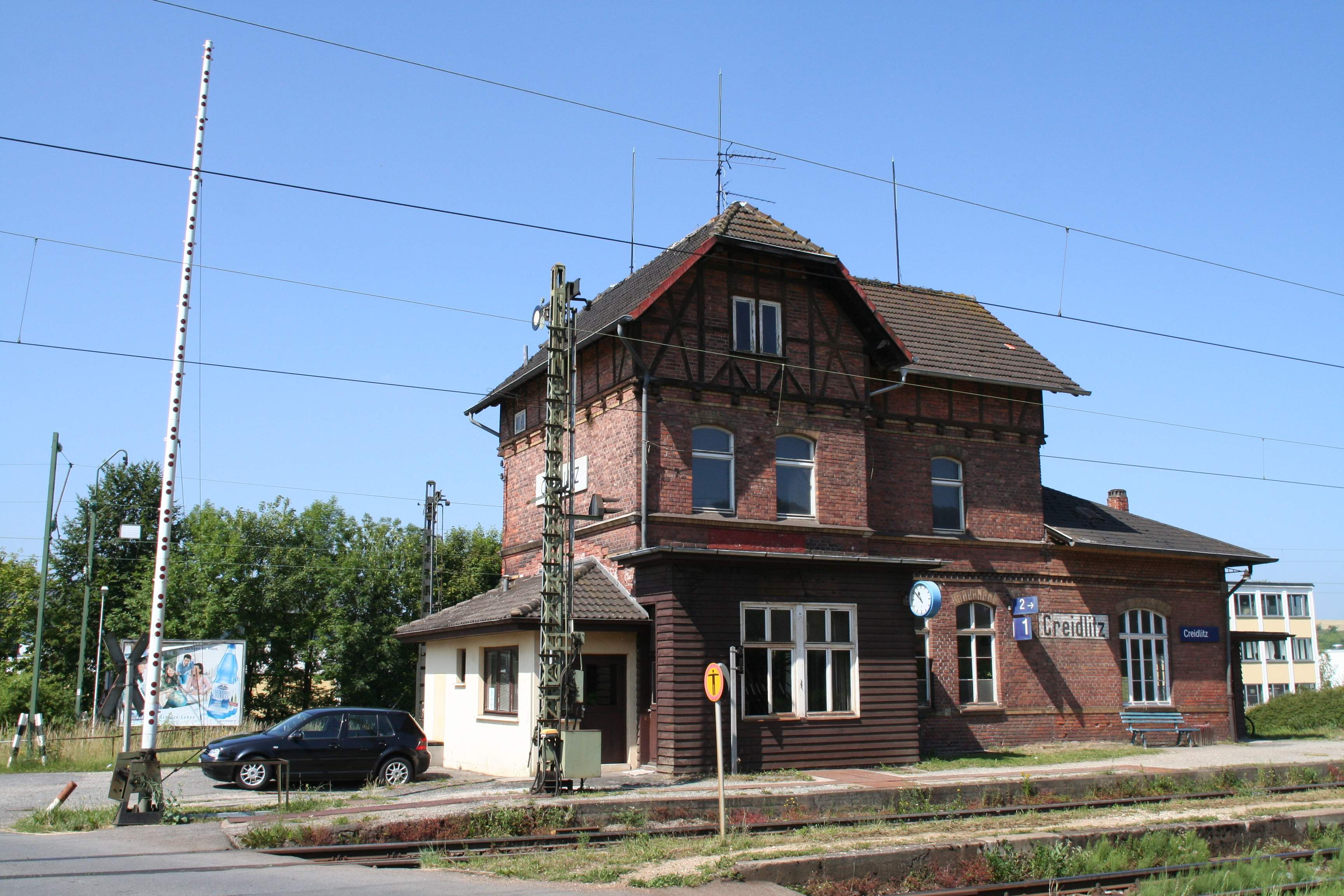
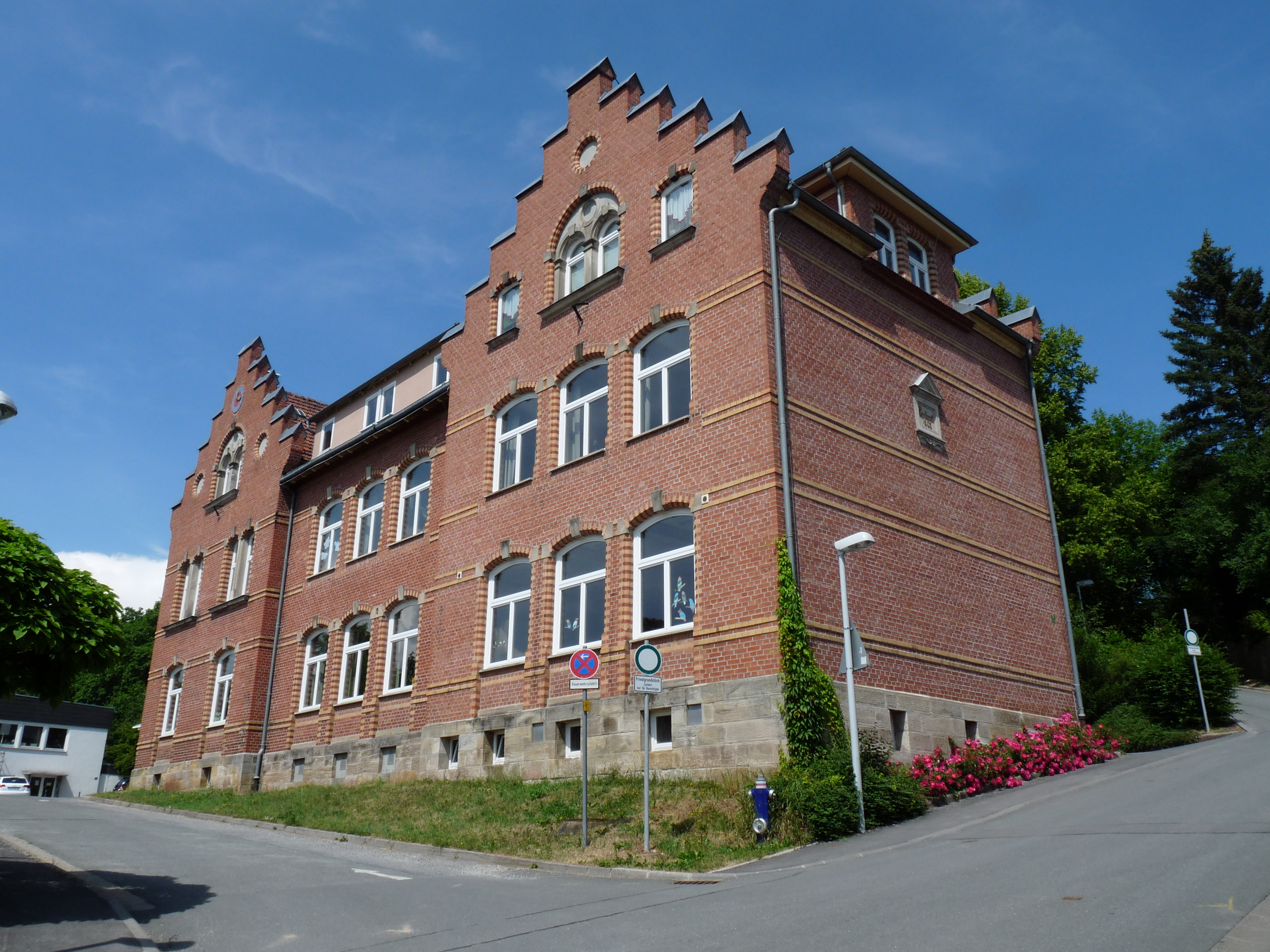